# Parti de l'unité nationale (république démocratique du Congo)
Pour les articles homonymes, voir Parti de l'unité nationale et Puna (homonymie).
Le Parti de l'unité nationale (PUNA) est un parti politique de république démocratique du Congo, fondé en 1960. Jean Bolikango est son premier dirigeant.